# ショーケン (アミューズメント機器)
株式会社ショーケン（SHOKEN Inc.）は、アーケードゲームやメダルゲームなどのアミューズメント機器の開発・製造・販売・レンタルを手掛ける日本の企業。

## 概要
2017年9月に株式会社マインズの子会社として設立。主に子供向けのアーケードゲームやメダルゲームの開発・製造・販売や、株式会社昭和技研の一部製品の継承を手掛けている。また、「うまい棒」とコラボレーションした製品も手掛けている。
2019年7月に、ホープが製造・販売していた製品のアフターサービス業務を、ASJから継承した。

## 沿革
- 2017年
  - 9月1日 - 株式会社マインズの子会社として設立。本社を東京都墨田区に置く。
  - 10月1日 - 本社を墨田区から埼玉県羽生市へ移転。
- 2018年10月22日 - 「うまい棒」とコラボレーションしたアーケードマシン1号機となる「うまいボウリング」を発表[2]。
- 2019年
  - 7月1日 - ホープが製造・販売していた製品のアフターサービス業務を、ASJから譲受。
  - 9月30日 - ホープ製品のアフターサービスを順次終了させることを発表[4]。

## 主な製品

### カーニバルマシン
- うまい棒ベンダー

2019年発売。うまいボウリングと連携可能で、コイン投入時にうまい棒を払い出すベンダーマシン。
- うまいボウリング

2018年10月22日発売。同社初の液晶モニターが搭載された製品で、やおきんのうまい棒とタイアップしている。ボウリングは1人または2人で遊ぶことができ、全てビデオで行われる。

### メダルマシン
- シルバーラッシュ

2010年発売。旧昭和技研より継承。パチンコとプッシャーが一体型になり、ジャックポット機能も備えられている。メダルを投入すると玉が増加され、自動で玉を発射される(打ち止めしてストックすることも可能で、最大999球までストックできる)。プッシャー部のスタートチェッカーにメダルが通るとパチンコ盤面下のスロットが回り、数字が揃うとフィールドにメダルが払い出される。偶数は揃った数字の数、奇数(7を除く)は揃った数字の10倍メダルが払い出される。7が揃うと上部のジャックポット表示分のメダル(小数点以下は切り捨て)が払い出される。ジャックポットは最高999枚まで蓄積される。なお、パチンコの大当たり中は下部のスロットは一時停止され、スロットのストックを溜めることができる。パチンコでは今日、昨日の回転数、大当たり数を上部のジャックポット表示分で確認できる。パチンコの機種によって、ボタンの交換などがされている場合がある(例として京楽のサプライズボタンなど)。
- ジェネシス
- モーモーガンマン

2017年発売。キッズメダルで初めてトランポリンが搭載された製品。左右に動くトランポリンのタイミングを計って、メダルを4つの穴に入れる。入った穴のいろと同じルーレットが抽選され、メダルやほあんかんバッチ(保安官バッチ)を獲得できる。星を4つ溜めると、ランダムでいずれかの保安官バッチを1つ獲得できる。4色の保安官バッチを全て集めると、「おたずねものチャンス」の抽選が始まり、最高99枚のメダルを獲得できる。抽選回数は各色のルーレットに最大19回までストックでき(10回以降は下1桁の数字が点滅する)、4色分で最大76回までストックできる。
- シンデレラマジック

2017年発売。キッズメダルで初めてトランポリンが搭載された製品。左右に動くトランポリンのタイミングを計って、メダルを4つの穴に入れる。入ったメダルの数だけサイコロの抽選が行われ、止まった目の数だけマスが進み、止まったマスのメダルを獲得できる。「マジックチャンス」のマスに停止すると、「マジックモード」に突入する抽選が行われ、マジックモードに突入すると、時計の針の指した場所のメダルが獲得できる。1〜30枚のメダルを獲得できるので、大量獲得の期待ができる。12時の「×」に止まるとマジックモードは終了する。抽選回数は最大19回までストックできる(10回以降は下1桁の数字が点滅する)。サイコロの目は、チャレンジモード(通常時)は1〜3、マジックモードは1〜6のいずれかに止まる。
- にんじゃらじゃん

2017年発売。旧昭和技研より継承。2人用のメダルゲームで、メダルがチェッカーを通るか、プッシャー下のスイッチが押されると合体チャレンジが始まる。水・炎・風いずれのボタンを押し、選んだボタンと同じものが止まると、上部のルーレットが抽選される。止まった数字のメダルを獲得できる。また、選んだボタンと同じ色の数字に止まると2倍、奥義が点灯している場合の抽選は5倍になり、最大250枚のメダルが獲得できる。「ナマズ大王」に止まると、ナマズ王バトルが開始される。バトル専用のメダル投入口が一定時間解放され、メダルを入れるたび、1〜10枚の配当を獲得できる。時間切れになるとバトル専用投入口が閉鎖され、もう1セット行える継続か終了か抽選される。ナマズ王バトルはメダルが減ることはないので、できるだけ多くのメダルを入れるとより多くのメダルを獲得できる。
- ツインズビンゴ

2013年発売。旧昭和技研より継承。ボールを自分で発射して、ビンゴを揃えると配当やSP抽選(物理抽選)で、最高1,000クレジットの配当を獲得できるメダルゲーム。基本メダル1枚=1クレジット=ボール1球と交換でき、ボールを自動で交換する機能も備えている。最大21球ボールを溜めておけるレーンを備えているため、スムーズにゲームができるのが特徴。フィールドの端は小配当を獲得できる他、時々発生する「ヘルプモード」は一定時間クレジットを減らさずボールを排出できたり、「ミッションモード」で一定時間内にビンゴを揃えると表示分の配当を獲得できるなど、ゲームをアシストする機能もある。
- ブリザードショット

ボールを16箇所の穴に入れていき、縦・横・斜めのビンゴを作っていく。ビンゴの数が増えることによって、6つの配当のオッズが増えたり、SPが出現しやすくなる。精算時・オールライン完成で抽選が行われ、ルーレットで止まった配当を獲得できる。SPに止まると、その場で1〜5回のSP回数の抽選も行われる。抽選が終わると、フィールドのボールは全てリセットされ、最初からやり直すことになる。
- フレアショット

ボールを16箇所の穴に入れていき、縦・横・斜めのビンゴを作っていく。ビンゴの数が増えることによって、より配当の高いルーレットで抽選が行われ、SPも当選しやすくなる。精算時・オールライン完成で抽選が行われ、ルーレットで止まった配当を獲得できる。SPに止まると、記載されている数だけSPルーレットの抽選が行われる。抽選が終わると、フィールドのボールは全てリセットされ、最初からやり直すことになる。
- ツインズショット

2015年発売。旧昭和技研より継承。ツインズビンゴの後継機で、大胆の遊び方が引き継がれている。本作は通常配当+SP抽選を同時に獲得できるため、最高配当は1,000クレジット以上にものぼる。
- ゴールドマウンテン

9色の四角形があり、周りの端の穴にボールを埋めていき、4箇所の端を埋めた四角形の色の配当を得ることができる。配当は精算時に抽選される。精算する前により多くの四角形の端を埋めておくとSP抽選権が獲得できるチャンスが高まる。SPは表示された数の分、SP抽選が行われる。
- プラチナオーシャン

従来のツインズビンゴのように、縦・横・斜めのビンゴを揃えていき、ビンゴの数が増えることによって、ルーレットの抽選回数が増える。オールライン完成時は最大の5回抽選できる。精算する前にルーレット抽選回数を増やしておくとSP抽選に止まるチャンスが高まる。なお、ルーレットのSPは最後の抽選しか止まらないため、一度に2箇所以上SPが止まることはない。
- ツインズラッシュ

2019年発売。従来のツインズシリーズとは異なり、盤面のレイアウトが一新され、遊び方が大幅に変化した。また、SPルーレットの配当が変更され、新たに「BB」が追加されている。SP抽選時にBBに入ると、筐体上のBIG BONUS抽選が行われ、最大2,500クレジットの配当が獲得できる。
- センゴクジャパン

ボールを次々ゲートに通し、通した分だけ日本地図を進軍する。21マス進むと最終決戦に入り、全てのゲージを赤くすると天下統一。賞のルーレットでSPか配当(10〜30クレジット)が当たり、ゲームはリセットされる。なお、天下統一前に撤退ボタンを長押しするとリタイアとなり、今いるマスの半分切り捨て分のクレジットが得られ、ゲームがリセットされる。ボールが大筒穴に入るとカウントダウンが1つずつ減り、0になると大砲ルーレットが行われ、配当かSP抽選権を得られる。なお、ここで得たSP抽選権は天下統一まで持ち越されるため、撤退した場合は抽選が行われない。時々発生する「チャンスモード」は、一定時間全てのゲートが2倍になり、大筒にボールが入ると即座に大砲ルーレットが抽選される(穴1つにつき1回まで)。
- ホースカーニバルG1

ゲーム開始時、5つの馬の配当表が抽選される。ゲートにボールが通った馬が1マスずつ進み、ゴールまで進ませる。チャンスにボールが入ると、ランダムに表示された数字の馬が2マス進む。1着になった馬の表示分の配当が得られ、ゲームがリセットされる。SP獲得時は、その場でSP回数も抽選される。馬がゴールするまでに、途中棄権ボタンを長押しするとリタイアとなり、下の配当やSP抽選権が獲得できるルーレットが抽選され、ゲームがリセットされる。なお、ここで得たSP抽選権はいずれかの馬が1着になるまで持ち越されるため、途中棄権した場合は抽選が行われない。時々発生する「チャンスモード」は、一定時間全てのゲートやチャンス穴の進むマス2倍になる。

### プライズマシン
- シャテポン

2016年4月発売。旧昭和技研より継承。ボタンを押すだけの簡単操作で射的ができるプライズゲーム。上下はボタンで操作する。左右は自動で動くので、タイミングを計って発射ボタンを押し、的の中央を狙う。弾が的の中央に当たると景品が獲得できる。ただし、球の数、左右の往復回数が決まっているので注意が必要。
- ビックリチャンス

2017年発売。旧昭和技研より継承。クレーンゲームで、大型景品などにも対応している。

### アミューズメントベンダー
- 日本一周旅行ゲーム

2012年10月発売。旧昭和技研より継承。新幹線ゲームのような遊び方で、レバーでコインを飛ばし、当たりに入れると数字の数だけ景品が獲得できる。ゲーム終了時はおまけ抽選で、更に景品が獲得できるチャンスがある。